# André Barbault
Pour les articles homonymes, voir Barbault.
André Barbault, né à Champignelles (Yonne) le 1er octobre 1921 et mort le 7 octobre 2019 à Colmar (Haut-Rhin), est un astrologue français.

## Biographie
André-Lucien Barbault est le fils d'Armand Barbault, maréchal-ferrand, et de Cécile Dupré. Il naît a Champignelles (Yonne) le 1er octobre 1921 à 17 h (il développera son thème natal lors de conférences).
Dès son adolescence, il est formé à l'astrologie par son frère Armand, de 15 ans son aîné. Plus tard, sa rencontre avec la psychanalyse lui fait redécouvrir cette discipline comme première "science humaine" des Anciens et l'engage à la restituer en connaissance moderne.

A. Barbault exposant son thème astral

Il s'aventure dans une exploration des cycles planétaires qui le conduira à renouveler l'astrologie mondiale. En 1967, il est partie prenante du projet d'interprétation de thèmes astrologiques par ordinateur Astroflash.
Il anime le mouvement astrologique français du Centre International d'Astrologie (CIA) de 1950 à 1967.
À partir de 1968, il tient la revue L'Astrologue. Outre la collection "Zodiaque" du Seuil, il est l'auteur d'une trentaine d'ouvrages, traduits en plusieurs langues. Son Traité pratique d'Astrologie se vendra à 150 000 exemplaires.

## Astrologie
André Barbault a innové en développant ses prévisions, tant au niveau de l'astrologie généthliaque (c'est-à-dire du thème de naissance) qu'en astrologie mondiale, à partir de techniques plus directement liées que ses prédécesseurs à l'astronomie. En effet, là où ces derniers recouraient aux directions, aux révolutions lunaires et solaires ou aux lunaisons, il a utilisé les transits et les cycles planétaires.
Il a acquis une notoriété internationale, étant traduit en espagnol, en italien, en portugais et en anglais, mais ses prédictions sont tournées en dérision, d'abord par Jacques Reverchon en 1973, un autre astrologue, puis par Jacques Halbronn qui poursuit ces analyses jusqu'en 2013. André Barbault ignore alors la démarche qu'il dénonce comme étant « anti-astrologique ». En 1978, il est condamné pour diffamation pour ses propos à l'encontre de Halbronn.

## Publications
André Barbault a publié notamment les livres suivants :
- Défense et illustration de l'astrologie, Éditions Grasset, 1955
- De la psychanalyse à l'astrologie, Éditions du Seuil, 1961
- Traité pratique d'astrologie, Éditions du Seuil, 1961
- Les astres et l'histoire, Éditions Pauvert, 1967
- Petit manuel d'astrologie, Éditions du Seuil, 1972
- Le pronostic expérimental en astrologie, Éditions Payot, 1973
- Connaissance de l'astrologie, Éditions du Seuil, 1975
- L'astrologie mondiale, Éditions Fayard, 1979
- Analogies de la dialectique Uranus-Neptune, Éditions traditionnelles, 1981
- La prévision de l'avenir par l'astrologie, Éditions Hachette, 1982
- Soleil et Lune en astrologie, Éditions Traditionnelles, 1984
- collection Zodiaque (douze livres sur chacun des signes du zodiaque), Éditions du Seuil, 1989 (1959) ; les douze signes de cette collection se sont vendus à plus de 2,5 millions d’exemplaires[réf. nécessaire]
- L'avenir du monde selon l'astrologie, Éditions du Félin, 1993
- Astralités des femmes illustres, Éditions du Rocher, 1998
- Prévisions astrologiques pour le nouveau millénaire, Éditions Dangles, 1998
- Uranus Neptune Pluton, Editions Traditionnelles, 2002
- L'astrologie, entretiens avec Michèle Reboul, Éditions Horay, 2003
- L'univers astrologique des quatre éléments, Éditions Traditionnelles, 2004
- Astrologie : symboliques, calculs, interprétations, Éditions du Seuil, 2005
- L'astrologie certifiée : connaissances, statistiques et prévisions, Éditions du Seuil, 2006

### Filmographie
- André Barbault, l'astrologie au cœur, film documentaire de Fabrice Maze, distribué par Seven Doc. Sorti en 2019.